# Huangyuan
Huangyuan, tidigare stavat Hwangyüan, är ett härad som lyder under Xinings stad på prefekturnivå i Qinghai-provinsen i västra Kina.